# 南非農場襲擊
南非農場襲擊是一種暴力犯罪，其行為包括謀殺、襲擊以及搶劫；這些情況在南非的農場內發生，針對的通常是白種布爾農場主及工人。該術語沒有正式的法律定義，但這種攻擊一直是南非以及國外媒體與公眾人物討論的主題。沒有足夠的可靠數據來估計南非農民的謀殺率。根據南非政府的數據顯示，在2015年至2017年期間，農場每年發生58宗至74宗謀殺案；這數字與德蘭士瓦農業聯盟收集的數據基本一致。由於計算南非農民數量與農場謀殺案的問題，因此目前並不清楚農民是否比其他南非人更容易被謀殺。
根據南非報章的報導，大多數農場攻擊者都是年輕黑人，而大多數受害者是南非的布爾白人農場主，但這說法經常受到異議。
雖然政府認為沒有證據顯示攻擊農場是有組織的，但白人農場主相信攻擊動機是黑人想把他們驅離自己的農地。2010年，極右翼政治人物尤金·特雷布蘭奇在他的農場被殺，引起國際社會關注南非農場受到攻擊的問題。
2015年7月，南非團體「非洲論壇」宣稱該年上半年在南非有116宗襲擊農場主事件，造成27名農場主喪生。新华网的報導宣稱南非農場主「被杀害的概率远远高于其他南非人」。從1994年至2015年，有超過3,000名白人農場主被殺害。「非洲論壇」當時宣稱有許多案件沒有被偵破，有時即使疑犯被捕也未必得到審判。